# Sin Oliver
Sin Oliver, született: Sin Olivér Gábor (Budapest, 1985. május 18. –) magyar festő.

## Díjak, elismerések
- 2012 Kodály-díj
- 2013 Art-Feszt különdíj
- 2013 Borz-díj / ARC 13.[1]
- 2013 MODESSQE 1., kiemelés, beválogatás a gyűjteménybe[2]

## Illusztrációk
- 2013. április, október Guitar Connoisseur (New York, USA) / címlap[3]
- 2013. szeptember Dicsőfi Endre: Nyitnikék (HU) / borító, belső illusztrációk
- 2013. október Korunk (Kolozsvár, Románia) / címlap, belső illusztrációk[4]
- 2014. január- Kybernetika (CZ) Institute of Information Theory and Automation of Academy of Sciences of the Czech Republic / hátsó borító[5]

## Kiállítások
2009

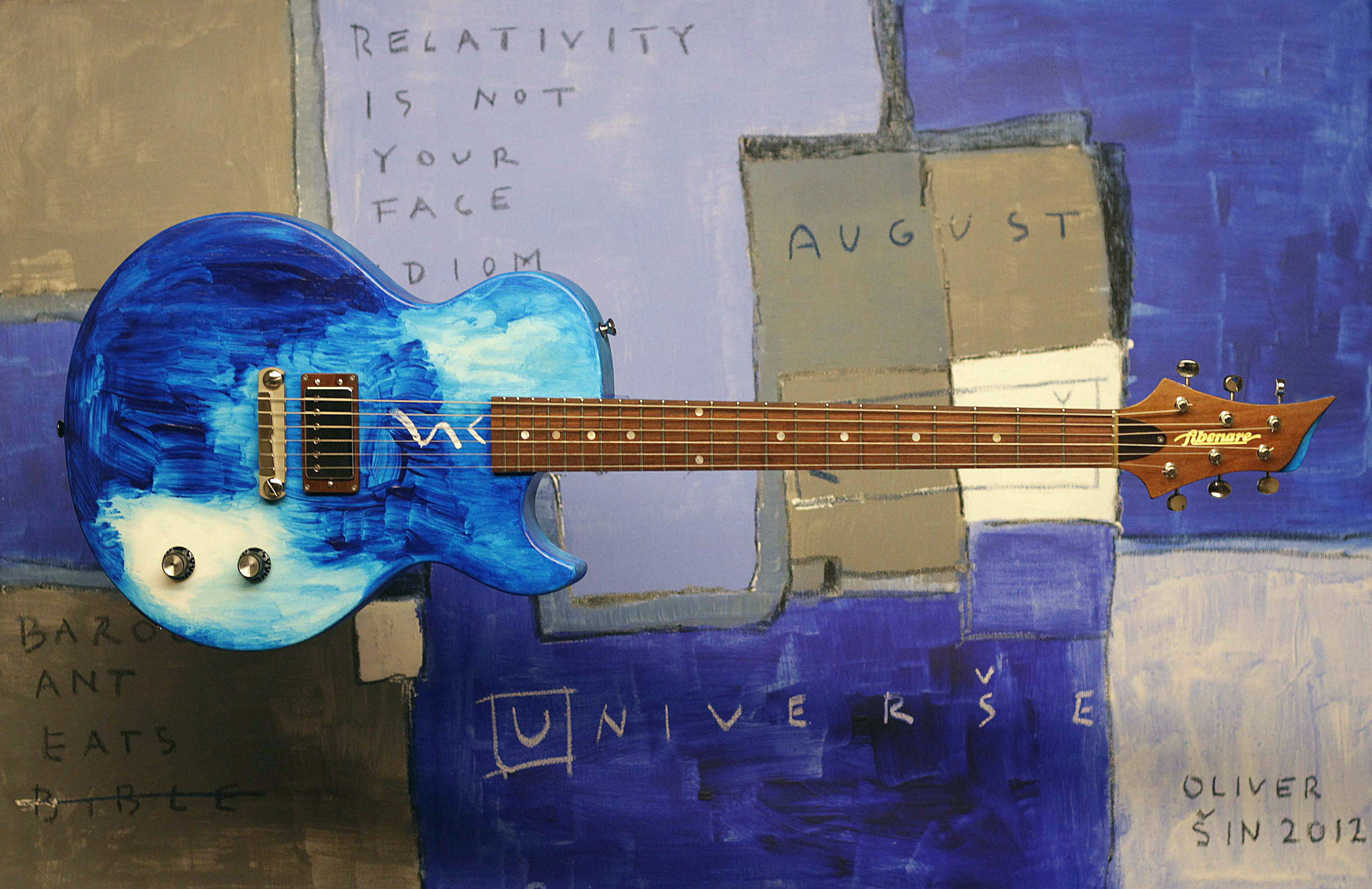

- Budapest (HU), Bakelit Multi Art Center

2010
- Budapest (HU), Pszinapszis XIV.

2012
- Érd, Városi Galéria (HU), Ez van!
- Budapest (HU), Syma Centre, Dekorszövetség Verseny II.
- Budapest (HU), FN5, Millenáris
- Vác (HU), K.É.K. II (Kortárs Értékek Kiállítása II.), Váci Értéktár[6]
- Budapest (HU), Bakelit Multi Art Center
- Budapest (HU), Abszurd Flikk-Flakk, Alle Center
- Budapest (HU), Bakelit Pályázat 2. Kiállítás, Fogasház Kulturális Befogadótér
- Budapest (HU), Honoratus Kodály Zoltán, MOM Kulturális Központ

2013
- Los Angeles (USA), NAMM Show / Fibenare
- Szentendre (HU), Budapest Art Expo Friss VI.- Fiatal Képzőművészek Nemzetközi Biennáléja
- Erzsébetliget (HU), Art Feszt VI.
- Újpalota (HU), In-Spirál Ház, Zsókavár Galéria
- Vác (HU), Fény – Napfesztivál, Art Lavina Galéria
- Budapest (HU), ARC 13.
- Varsó (PL), Perfectionists / MODESSQE 1st, Skwer

2014
- Anaheim (USA), California, NAMM Show with Fibenare Guitars Co.
- Krakkó (PL), Pracownia pod Baranami (MODESSQE)[7]
- Budapest (HU), My Brain Is Open, Serpenyős
- Cambridge (USA), Central Elements Cambridge Science Festival (MIT)[8]
- Debrecen (HU), Művészet és Tudomány, Élettudományi Galéria / Debreceni Egyetem
- Szeged (HU), My Brain Is Still Open, Magyar Tudományos Akadémia SZAB Galéria[9]

## Gyűjtemények

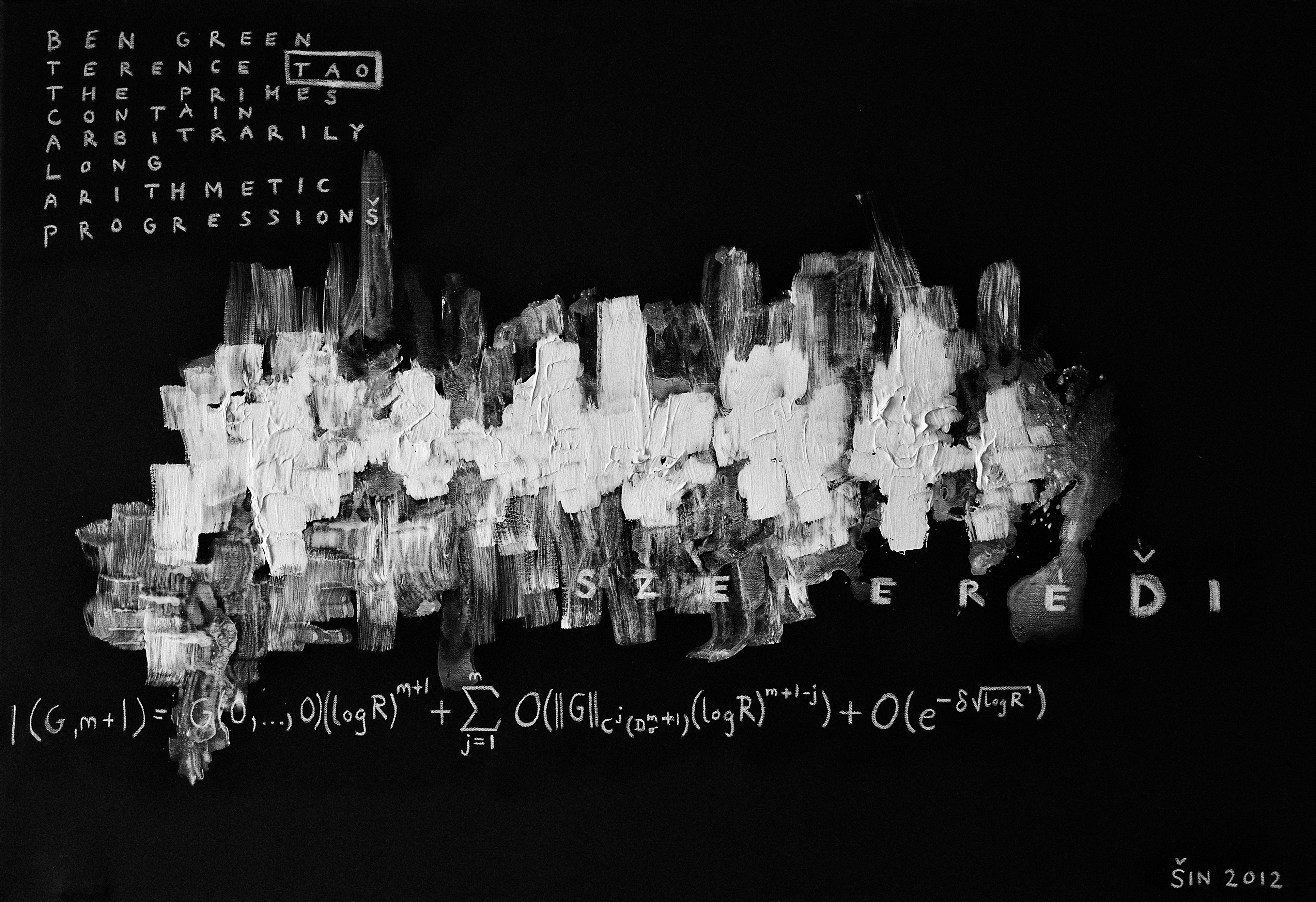

Oliver Sin munkái megtalálhatóak magán- és közgyűjteményekben. (MODESSQE (Lengyelország), Magyar Tudományos Akadémia SZAB Gyűjtemény).

## Online források
- Yareah Magazine Art of Oliver Sin
- Kaltblut Magazine Oliver Sin! Hungarian Art!
- Art4th Zine Oliver Sin, Visual Artist
- ARClap Oliver Sin, Borz-award interjú (Hungarian)

## Külső linkek
- [halott link] Oliver Sin hivatalos weboldala